# Hutch Miodowe Serce
Hutch Miodowe Serce (jap. 昆虫物語 みなしごハッチ Konchū Monogatari: Minashigo Hatchi; ang. Honeybee Hutch, 1989–1990) – japoński serial animowany wyprodukowany przez Tatsunoko Production dla Saban Entertainment. Serial opowiada o małym trutniu zwanym Hutch. Składa się z 55 odcinków.

## Fabuła
Mały truteń Hutch, chociaż jest pszczelim księciem, samotnie podróżuje po świecie. Jego rodzinny ul dawno temu został zniszczony przez szerszenie. Życie tułacza obfituje w śmieszne i straszne wydarzenia, lecz są jeszcze przecież i inne owady, którym bardziej należy się pomoc.

## Obsada (głosy)
- Hitomi Ishikawa – Hutch
- Atsuko Mine – Honey
- Masako Nozawa – Kumagoro
- Michiko Nomura – Aya
- Rei Sakuma – Roza
- Ryūji Saikachi

## Wersja polska
W Polsce była emitowana amerykańska wersja z 1995 roku, która była transmitowana w TVN, Fox Kids i Jetix Play
Wersja polska: Master Film

Reżyseria: Ilona Kuśmierska, Ewa Markowska

Dialogi: Dorota Filipek-Załęska, Dariusz Dunowski

Dźwięk: Aneta Michalczyk-Falana, Sebastian Kaliński

Montaż: Agnieszka Kołodziejczyk, Jan Graboś, Zbigniew Kostrzewiński

Kierownik produkcji: Dorota Suske-Bodych

Wystąpili:
- Józef Mika – Hutch
- Wojciech Paszkowski
- Hanna Kinder-Kiss
- Dariusz Odija
- Ewa Kania
- Krystyna Królówna
- Lucyna Malec
- Małgorzata Drozd
- Włodzimierz Bednarski
- Iwona Rulewicz
- Wojciech Szymański
- Jan Kulczycki
- Marek Bocianiak
- Ewa Markowska
- Leszek Zduń

i inni
Lektor: Ewa Markowska

## Lista odcinków
- Niegościnny zakątek (ang. The Village)